# Фанданс
Фанданс (нім. Vandans) — містечко й громада округу Блуденц в землі Форарльберг, Австрія.
Фанданс лежить на висоті 660 м над рівнем моря і займає площу 53,55 км². Громада налічує 2599 мешканців. 
Густота населення 49/км².  
Округ Блуденц лежить на півдні Форальбергу і межує зі Швейцарією. Місцеве населення, як і мешканці всього Форальбергу, розмовляє алеманським діалектом німецької мови, а тому ближче до швейцарців, ніж до населення більшої частини Австрії, яке розмовляє баварсько-австрійським діалектом. Основною індустрією Форальбергу є спортивний туризм, і кожен населений пункт має розвинуту інфраструктуру: транспорт, готелі тощо.     
|                                  |
| Фанданс на мапі округу та землі. |

Бургомістом міста є Буркгард Вахтер(vorm. FPÖ Адреса управління громади: Dorfstraße 26, 6773 Vandans.
У громаді є дитсадок, початкова школа і центр загальної освіти.

## Демографія
Історична динаміка населення міста за даними сайту Statistik Austria